# Зрзе (Призрен)
Зрзе (алб. Xërxë) су насељено место у општини Призрен, на Косову и Метохији. Према попису становништва из 2011. у насељу је живело 236 становника.

## Становништво
Према попису из 2011. године, Зрзе имају следећи етнички састав становништва:
| Националност | 2011.        |
| Албанци      | 235 (99,57%) |
| други        | 1 (0,43%)    |
| Укупно       | 236          |

| Демографија | Демографија | Демографија |
| Година      | Становника  | Становника  |
| ----------- | ----------- | ----------- |
| 1948.       | 215         |             |
| 1953.       | 202         |             |
| 1961.       | 205         |             |
| 1971.       | 269         |             |
| 1981.       | 335         |             |
| 1991.       | 373         |             |
| 2011.       | 236         |             |